# Cantone di L'Argentière-la-Bessée
Il Cantone di L'Argentière-la-Bessée è una divisione amministrativa dell'arrondissement di Briançon.
A seguito della riforma approvata con decreto del 20 febbraio 2014, che ha avuto attuazione dopo le elezioni dipartimentali del 2015, non ha subìto modifiche.

## Composizione
Comprende i comuni di:
- L'Argentière-la-Bessée
- Champcella
- Freissinières
- Pelvoux
- La Roche-de-Rame
- Vallouise
- Les Vigneaux
- Puy-Saint-Vincent
- Saint-Martin-de-Queyrières